# Rue de Jessaint
Pour les articles homonymes, voir Jessaint.
La rue de Jessaint est une voie du 18e arrondissement de Paris, en France.

## Situation et accès

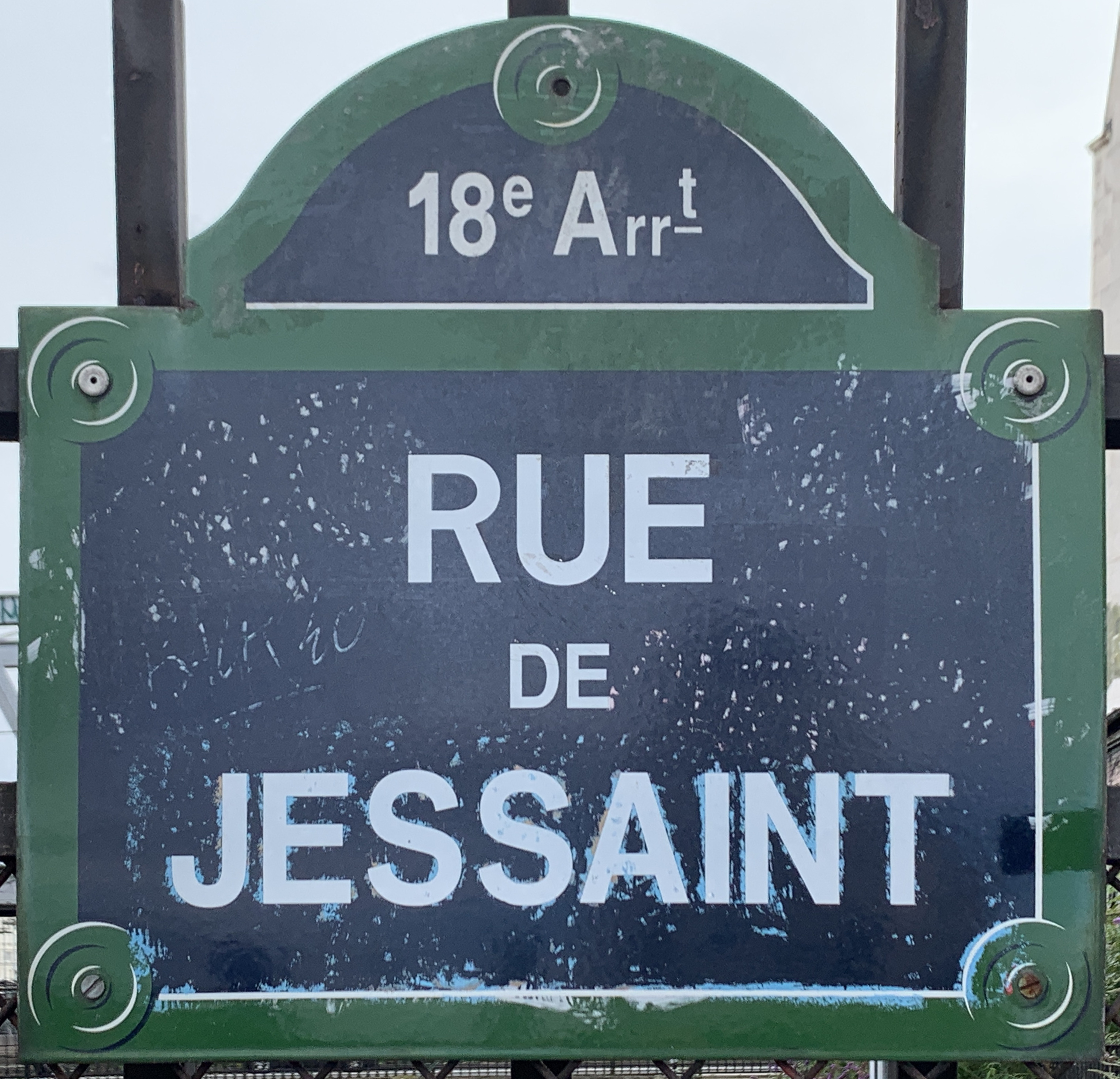
Plaque de rue.

La rue de Jessaint est une voie publique située dans le 18e arrondissement de Paris. Elle débute au 30, place de la Chapelle et se termine au 2, rue Pierre-L'Ermite. La moitié orientale de la longueur de cette rue traverse, en les surplombant par le pont de Jessaint, les voies de chemin de fer de la gare du Nord.
Le quartier est desservi par la ligne 2 à la station La Chapelle.

## Origine du nom
Le nom de cette rue rend hommage à Adrien-Sébastien de Jessaint (1788-1850).

## Historique
Selon Lucien Lambeau, la rue est l’ancien « chemin des Poissonniers à La Chapelle », mentionné dans un acte notarial de 1723.

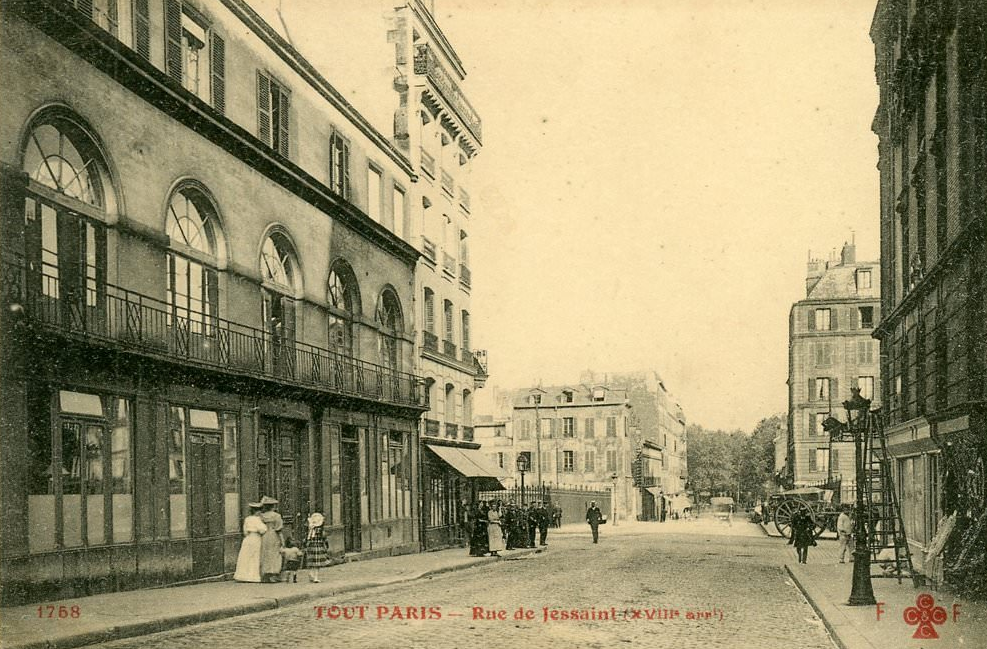
La rue autrefois.

Cette voie reçut son nom par délibération du Conseil municipal de la commune de La Chapelle en date du 3 mai 1824 pour honorer le sous-préfet de l’arrondissement de Saint-Denis (département de la Seine) en exercice. Cette voie fait partie du territoire qui fut annexé à Paris en 1860 : la commune de La Chapelle disparut à cette occasion. Ouvert par la suite, le square de Jessaint tient son nom de celui de la voie publique.
Lors de l'élargissement du faisceau ferroviaire de la gare du Nord consécutif à la création de la ligne B du RER, les immeubles du début de la rue (entre les nos 1 et 9, côté sud, et entre les nos 2 et 10, côté nord) ont été détruits,. Pour cette même raison, l'impasse de Jessaint qui aboutissait dans la rue de Jessaint est supprimée.

## Bâtiments remarquables et lieux de mémoire
- No 14 : le restaurant Aux vendanges de Bourgogne, où se déroulèrent les dîners artistiques et littéraires dits du « Bon Bock » avec Henri du Cleuziou et Simon Noël Dupré (1814-1885)[réf. nécessaire].
- No 16 : le 21 juin 2012, un nouveau square est ouvert au public. Il porte le nom d'Alain Bashung[7] (square Alain-Bashung).